# راسيل كوب
راسيل كوب (18 مايو 1961 - ) (بالإنجليزية: Russell Cobb)‏ هو لاعب كريكت بريطاني.

## وصلات خارجية
- راسيل كوب على موقع إي آس بي آن كريك إنفو (الإنجليزية)